# Феодор Мелешко
Феодор Мелешко (ум. 1626) — епископ униатский Холмский и Белзский. В ряде источников описывается под именем Феодосий и под фамилиями Мелешкович, Милешкевич и Мелешкевич.

## Биография
О детстве и мирской жизни Феодора Мелешко сведений практически не сохранилось, да и последующие биографические данные о нём очень скудны и отрывочны. Фамилия «Мелешко» часто упоминается в актах Городенского и Слонимского судов 1558—1611 гг., упоминается в разных документах и за дальнейшие годы XVII века. Мелешки жили и владели имениями в Слонимском повете; занимали видные должности маршалков, каштелянов, хорунжих и т. п.; входили в родство с князьями Соломерецкими, с Воловичами, Жоховскими. Но в предъявленных королю на Варшавском сейме 1626 года (28 января — 10 марта) требованиях посольской избы выражается недовольство по поводу того, что «недавно Холмское епископство дано простолюдину» (plebeio), т. е. Феодору Мелешку. 
Мелетий Смотрицкий, перечисляя в «Плаче» (1610 год) «драгоценные камни» в короне православной церкви, то есть знатные русские дворянские фамилии, изменившие ей, называет и Мелешков. Из дарственной записи Яроша Воловича от 3 октября 1626 года видно, что его мать Марина Мелешкова была погребена «под самым порогом великих церковных врат» Гродненской Пречистенской православной церкви. Известна и «сестра епископа» Марина Мерешковна, по первому мужу Издебская (1645 год), по второму — Оржеховская (1651 год). Что касается Мелешковичей и Мелешкевичей, то среди них были и крестьяне, и мещане, и дворяне, и духовные лица. Жалобу по поводу грабежа и побоев, нанесенных «школьным студентам» 23 июля 1616 года, подали епископ Володимерский и Берестейский Иоаким Мороховский и «достойный в посвященю отец Теодор Мелешкович, диякон церкви соборное святое Пречистое, пан ректор школы католицкое Володимерское». 
Грамотой, данной в Варшаве 28 сентября 1625 года, король Сигизмунд III, назначая холмским и белзским епископом владимирского архидиакона Феодора Мелешко, поручает своему дворянину и священнику (иеромонаху) Мефодию Терлецкому ввести его в имение кафедры. 15 октября того же года письмом из Руты митрополит Иосиф В. Рутский уведомляет временно управляющего епархией иеромонаха Мефодия Терлецкого о королевском назначении Феодора Мелешко епископом и требует передачи ему имения и дел Холмской епархии. 
Позднейшее известие, будто митрополит Рутский в 1625 году обещал жидичинскому архимандриту Никодиму Шибинскому возвести его в сан холмского епископа, если он, со своей стороны, устроит дело с Феодором Мелешко, получившим уже грамоту на епископию, и последний откажется от холмской кафедры в его пользу, подвергается сомнению на основании современных холмских и луцких судебных актов. В актах 3 апреля и 17 июня 1626 года Феодор Мелешко называется нареченным епископом, номинатом Холмской епископии. Посвящен он был в том же 1626 году. День посвящения был и последним днем его жизни; во время посвящения он казался уже очень больным (aegerrimus), у алтаря во время той же литургии он и скончался.
День кончины Феодора Мелешко неизвестен; 11 июля он ещё был жив, а 22 декабря 1626 года временно управляющим вакантной Холмской епископией был уже митрополит Рутский. Холмский епископ Яков Суша в «De laboribus unitorum» (1664 год), упоминая о посвящении и смерти Феодора Милешкевича в 1626 году, называет его превосходнейшим старичком (seniculi excellentissimi), заслуженнейшим в деле образования юношества, проповедания и разных catholica servitia.